# Шевакал
Шевакал (Шевокал) — озеро на левом берегу среднего течения Суры, находится в сельском поселении Ильминский сельсовет на северо-западе Никольского района Пензенской области. Водный памятник природы регионального значения, охраняется государством с 1975 года.
Озеро Шевакал располагается на высоте 115 м над уровнем моря в притеррасной пойме реки Суры, на территории 48 квартала Большевъясского лесничества, в 12 км северо-восточнее села Большой Вьяс. Площадь — 2,9 га. Около 30 % водного зеркала подвержено зарастанию. Питается за счет подводных ключей. Имеет стабильный гидрологический режим.